# Ravels
Ravels este o comună din regiunea Flandra din Belgia. Comuna este formată din localitățile Ravels, Poppel și Weelde. Suprafața totală a comunei este de 94,99 km². La 1 ianuarie 2008 comuna avea 14.138  locuitori. 
Ravels se învecinează cu comunele Turnhout, Oud-Turnhout și Arendonk din Belgia și cu comunele olandeze Reusel-De Mierden, Alphen-Chaam, Goirle,  Hilvarenbeek și Baarle-Nassau.